# Tobias Hellman
Olof Christian Tobias Hellman (*  16. Januar 1973 in Lidingö) ist ein ehemaliger schwedischer Skirennläufer. Er startete bis 1997 im Weltcup, nahm an den Olympischen Winterspielen 1994 und den Weltmeisterschaften 1996 teil, wurde dreifacher Juniorenweltmeister und vierfacher Schwedischer Meister.

## Biografie
Hellman war der herausragende Athlet der Juniorenweltmeisterschaften 1992 im slowenischen Maribor. Er erreichte in allen fünf Disziplinen Podiumsplatzierungen, gewann drei Goldmedaillen in Slalom, Super-G und Kombination, eine Silbermedaille im Riesenslalom und eine Bronzemedaille in der Abfahrt. Im Dezember desselben Jahres gewann er mit dem 22. Platz im Super-G von Val-d’Isère seine ersten Punkte im Weltcup. Am 7. März 1993 erreichte Hellman mit dem neunten Platz im Super-G von Aspen das beste Weltcupergebnis seiner Karriere. Zwei Wochen später fuhr er im Super-G von Kvitfjell auf den 19. Platz, danach kam er jedoch bis zu seinen letzten Weltcupstarts im Januar 1997 in keinem Weltcuprennen mehr unter die schnellsten 20.
Hellman vertrat sein Land als einer von 84 Sportlern bei den Olympischen Winterspielen 1994 im norwegischen Lillehammer. Sowohl im Riesenslalom als auch im Slalom schied er im ersten Durchgang aus, im Super-G fuhr er auf den 19. Platz und in der Kombination auf Rang 13. Sein zweites und letztes Großereignis waren die Weltmeisterschaften 1996 in der spanischen Sierra Nevada. Er belegte Rang 31 im Super-G und Platz 37 in der Abfahrt, schied aber in Slalom und Kombination aus. Auf nationaler Ebene gewann Hellman von 1993 bis 2001 vier schwedische Meistertitel, zwei in der Abfahrt und zwei in der Kombination. 

## Erfolge

### Olympische Winterspiele
- Lillehammer 1994: 13. Kombination, 19. Super-G

### Weltmeisterschaften
- Sierra Nevada 1996: 31. Super-G, 37. Abfahrt

### Weltcup
- Eine Top-10-Platzierung und eine weitere Platzierung unter den besten 20

### Juniorenweltmeisterschaften
- Zinal 1990: 11. Slalom, 20. Abfahrt, 24. Super-G
- Geilo 1991: 6. Riesenslalom, 7. Kombination, 14. Slalom, 27. Abfahrt
- Maribor 1992: 1. Kombination, 1. Slalom, 1. Super-G, 2. Riesenslalom, 3. Abfahrt

### Schwedische Meisterschaften
- Hellman ist vierfacher Schwedischer Meister:
  - 2× Abfahrt (1996 und 2001)
  - 2× Kombination (1993 und 1997)